# Lepidium argentinum
Lepidium argentinum är en korsblommig växtart som beskrevs av Albert Thellung. Lepidium argentinum ingår i släktet krassingar, och familjen korsblommiga växter. Inga underarter finns listade i Catalogue of Life.